# 車站

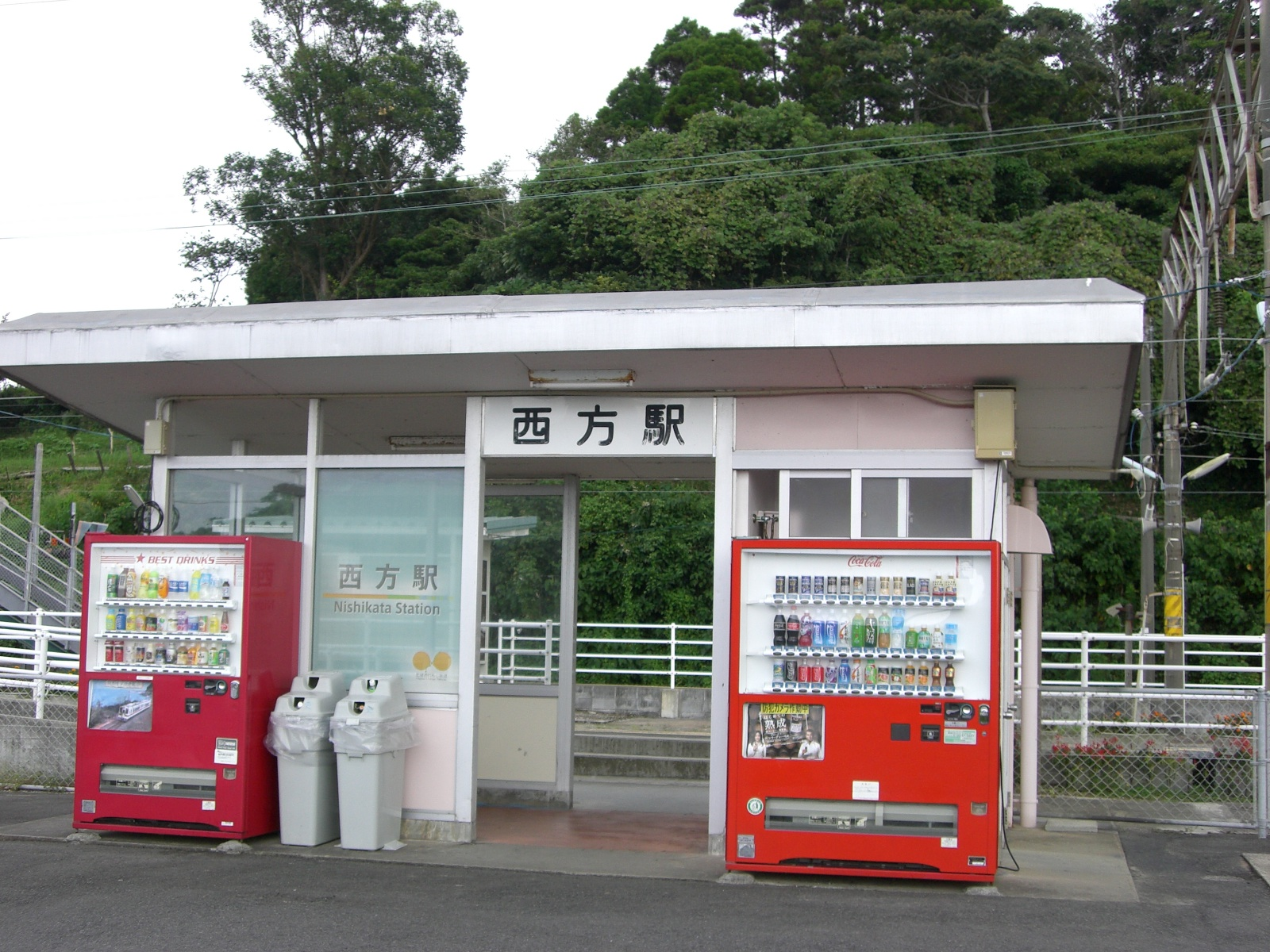
日本薩摩川內市車站

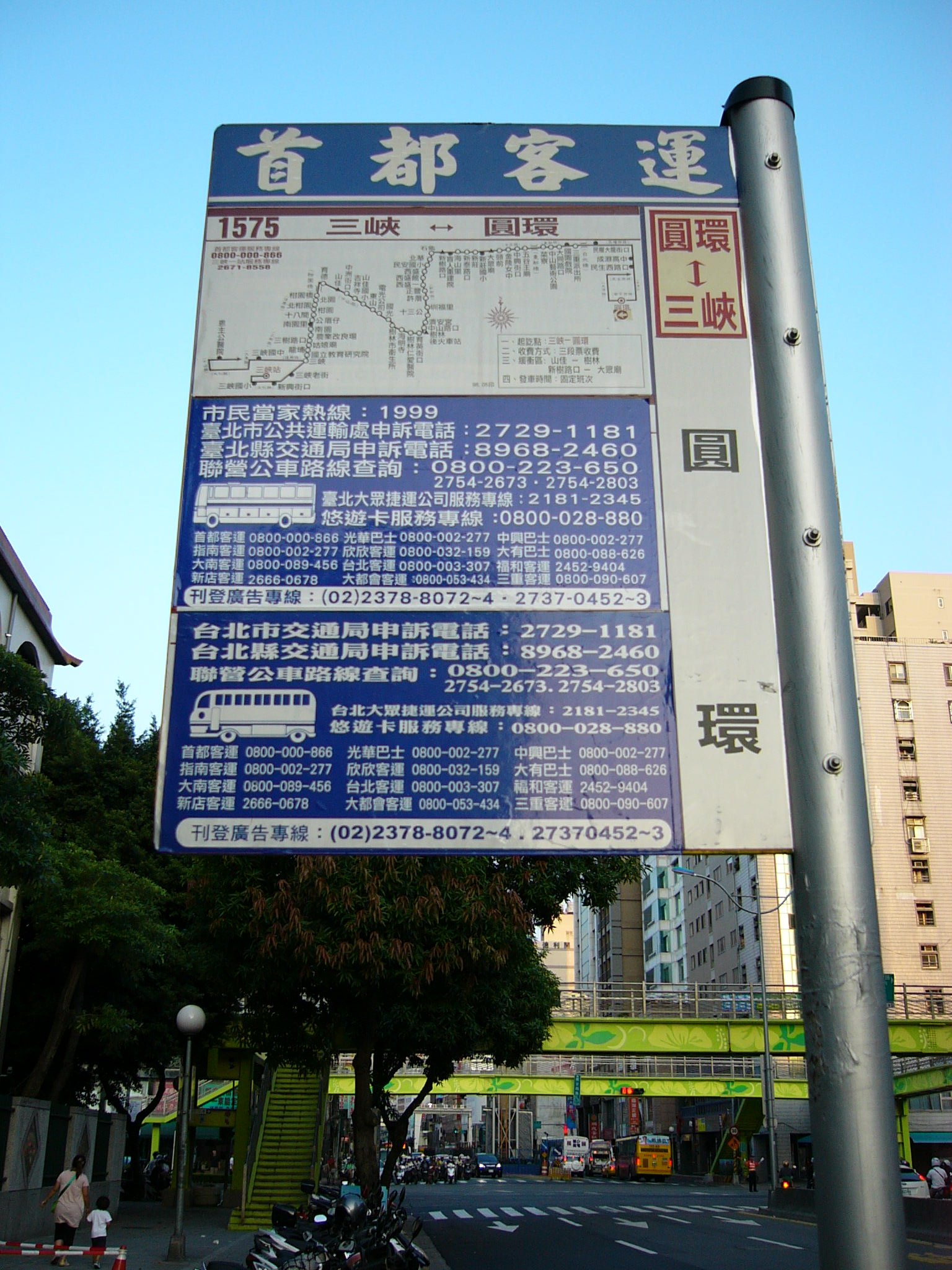
站牌

车站是指建立在有公共交通班次行走的路線上，供人们集中等候交通班次，並且給予公共交通工具上落客的地方。
車站可以是一整座建築，也可以只是一個路牌標示。簡單的車站如公共汽车的中途站可以只是一個建立於行人道旁的一個路牌標示；大型的車站例如長途汽車總站、城際列車總站等則可以是一整棟大樓並建有方便人們的設施如洗手間、食肆、行李手推車、等候區等。